# فالنسيا ديل فونتوسو
بلدية فالنسيا ديل فونتوسو (بالإسبانية: Valencia del Ventoso)‏, هي إحدى بلديات مقاطعة بطليوس, التي تقع في منطقة إكستريمادورا, والتي تقع في غرب إسبانيا.
يبلغ عدد سكانها 2.307 نسمة وفقاً لإحصائية سنة (2002).